# Hévízi-forrásbarlang
A Hévízi-forrásbarlang Magyarország fokozottan védett barlangjai közül az egyik. A barlang és Hévíz névadója a közismert gyógytó. A Zalai-dombság egyetlen fokozottan védett barlangja.

## Leírása
A Hévízi-tó medrének felszíne alatt 38 méter mélyen, a tó fenekén megbújó forráskráter oldalán nyílik. Egy gömb alakú, kb. 70×90 m²-es, 14 m magas és 17 m átmérőjű teremből áll. A barlangbejáraton keresztül percenként 30–40 ezer liter vízhozamú, 38 °C-os forrás áramlik ki. A víz a felső triász fődolomitból áramlik fel és a forrás a karsztos kőzet, valamint a fedő pannon agyag és homokkő határon jut a tóba. A forráskürtő valószínűleg úgy keletkezett, hogy a törésvonalak mentén felnyomuló hévíz az agyagos, homokköves rétegeket fokozatosan alámosta, omlasztotta és kivájta a forrástölcsért.
Két különböző hőmérsékletű víz keveredéséből alakult ki a forrásnyíláson át kijutó, a tó vizét pótló 38,8 °C hőmérsékletű gyógyvíz. A barlang iszapnyergének K-i oldalán, 43 m és 40 m között 17,7 °C-os, a Ny-i oldalon, 46 m mélységben 41,5 °C-os víz tör fel. A meleg víz feltörési pontja körül sárgásan, fémesen csillogó, markazitgumók és 5–6 kg-ot is elérő markazittömbök kerültek elő, amelyek felszínét a forrás mozgó homokja sokszor fényesre csiszolta.
Ugyanitt, a legerősebb vízáramlásnál a falakat 3 cm vastag világosbarna színű, kocsonyás bevonat fedi, amely a melegkedvelő sugárgomba fajok és más baktériumok társulásából áll. A barlang mennyezetéről hosszú fehér fonalak, valószínűleg szintén baktériumok lógnak le, míg a kráter meredek falán, ahol a meleg víz a felszínre áramlik, kb. 3–4 m szélességben fonalas kékmoszatok találhatók. A búvárok a kráter falán több helyen a 26–30 °C-os vízben egy 2 m² felületet borító édesvízi szivacsot fedeztek fel.
Előfordul a barlang az irodalmában Amphora-forrásbarlang (Eszterhás 1984), Anphora-forrásterem (Eszterhás 1984), Hévizi-forrásbarlang (Eszterhás 1984), Hévizi tó forráskrátere (Eszterhás 1984), Héviz Spring Cave (Takácsné, Eszterhás, Juhász, Kraus 1989), Hévízi-forrás-barlang (Fleck, Vid 1982), Hévízi-tó forrása (Kordos 1984), Hévízi-tó forrásbarlangja (Kovács 2003), Hévízi-tó forráskrátere (Kordos 1984), Hévízi-tó forrás-szája (Kovács 2003), Hévízi-tói-barlang (Kordos 1984), Hévízi-tói-forrásbarlang (Kordos 1984) és Plózer István-barlang (Kordos 1984) neveken is.

## Kutatástörténete
A tóról az első térkép 1769-ben készült, de azon jelenlegi alakja nem ismerhető fel. Később, 1864 és 1869 között (a tófürdő épületeinek építésekor) Hencz Antal keszthelyi építész részletesen felmérte és 43 m mélynek találta. Jordán Károly 1907-ben a tó fenekéről mintákat vett, és közben már megsejtette a forrásbarlangot. 1908 januárjában Lóczy Lajos felkérésére a fiumei Magyar Királyi Tengerészeti Hatóság búvára csak 22 m mélyre tudott merülni, de a függőleges kráterfal oldalában több repedést, üreget talált, amelyekből a megfigyelése szerint víz tört elő. Még ugyanebben az évben három fiumei búvár érkezett, akik 12 és 8 m mélységből vízmintát vettek. Magyarországon ez a két merülés volt az első barlangkutató merülés, mert a tó Ny-i oldalában több szűk barlangjáratot jeleztek a búvárok.
1953-ban, majd 1958-ban az újabb búvármerülések megállapították, hogy a forráskráterből a meleg és a hideg víz különböző pontokon tör elő. Az 1958 óta történt búvármerülések alapján egyre inkább világossá vált, hogy a fő forráscsoport a 38 m mélységben lévő függőleges sziklafal aljában van.

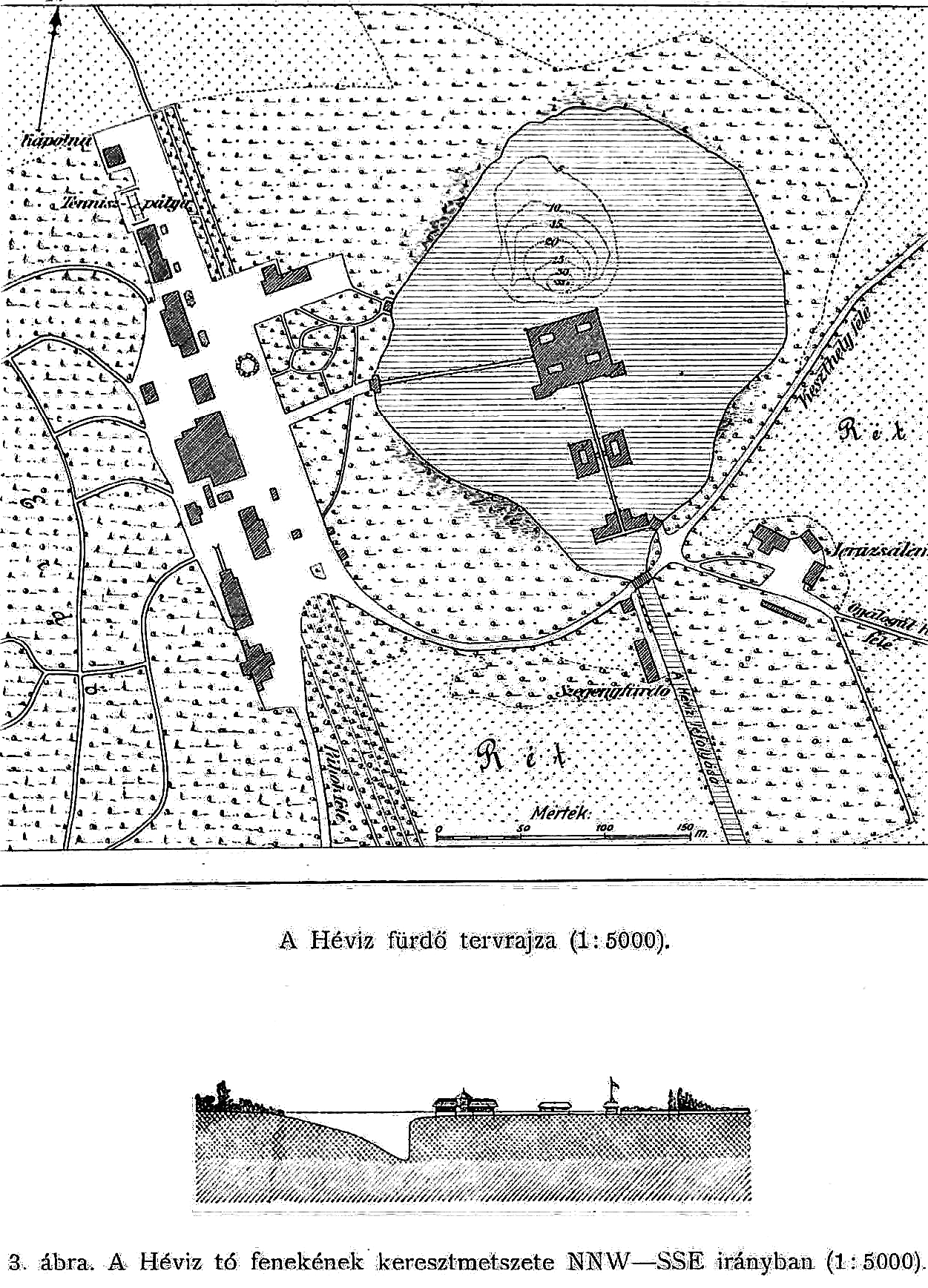
A hévízi fürdő 1908-ban publikált alaprajz térképe

1972-ben az OVH Árvíz- és Belvízvédelmi Központi Szervezete részéről Kovács György és Plózer István hozzáláttak a forrás bejáratát eltömő nagy mennyiségű törmelék eltávolításához. Március 16-án lemerülve azt tapasztalták, hogy a kitermelt fatörmelék helyére újabbak csúsztak le a mögötte lévő iszappal együtt. A vízfeltörés a forrással szembeni bal oldalon határozottan látszott. A búvárok egymást segítve préselődtek be a törmelékek között kitárult forrásnyílásba és meglepetéssel tapasztalták, hogy a víz egy vízszintes barlangjáratból lép ki. A törmelékkel eltorlaszolt nyílás szélessége kb. 2–3 m és magassága 0,6–0,8 m. A folyosó kb. 10–15 m hosszúságig látszott, a falak 1,5–2 m-re szűkültek, de a járat mennyezete megemelkedett és a folyosó vége a sötétben tűnt el.
A Hévízi-tó barlangjának feltárását a VITUKI megbízásából 1975-ben Plózer István vezetésével az Amphora Búvár Klub 5 kutatója folytatta, Ember Sándor, Kovács György, Szilágyi Károly, Nagy János és Köves Béla. Behatoltak a forrásszáj rendkívül szűk és veszélyes nyílásán, ahol a 38,8°C-os és percenként 30-40 ezer liter vízhozamú forrás sodrását is le kellett győzniük. A szűk bejárat után tág, 14 m magas és 17 m átmérőjű terem következett, amelyet Amphora-teremnek neveztek el. Középen, 40–41 m mélységben iszapnyereg osztja ketté, a K-i oldalon kisebb, a Ny-i oldalon nagyobb mélyedést alkotva. A kutatók előtt végre egyértelműen megoldódott az évszázados rejtély és nemcsak bizonytalan feltételezés, hanem kézzelfogható valóság, hogy a Hévízi-tó vize kettős eredetű: meleg és hideg karsztvizes.
A VITUKI megbízásából vízmintákat vettek a hideg és a meleg vízből, amelyek abszolút kronológiai vizsgálatával megállapították, hogy azok 8 és 12 ezer évesek. Ennyi idő telt el azóta, hogy a pleisztocén végén a felmelegedés hatására elolvadó jégsapkák vizéből keletkezett csapadék lehullott a Bakony területén, leszivárgott a mélybe, ásványi alkotókban dúsult, majd gyógyvízként a felszínre tört. Nem véletlen, hogy a Hévízi-tó gyógyhatásának megőrzéséért a következő években tovább folytatódtak a víz alatti kutatások, amelynek során kb. 300 óra összes merülési idővel sikerült pontosan feltérképezni a forráskráter barlangjait. Tisztázták, hogy a nagy barlangon kívül a kráter Ny-i falán csőszerű barlangok vannak, amelyek alját 15–20 cm vastag iszapréteg borítja. Még 1972-ben az első üregbe 25 m-t, a másodikba 17 m-t, a harmadikba 15 m-t tudtak beúszni. Elágazásokat sehol sem találtak és a járatok elszűkülve tovább folytatódtak.

## A barlanggal foglalkozó kiadványok, jogszabályok
- Az 1976-ban összeállított, országos jelentőségű barlangok listájában lévő barlangnevek pontosítása után, 1977. május 30-án összeállított, országos jelentőségű barlangok listáján rajta van a Bakony hegységben, Hévízen található barlang Hévizi-Forrás-barlang néven.

- A Hévízi-forrásbarlang további tudományos célú kutatásai 1977. október 30-án megszakadtak, mert az addigi feltárás vezetője, Plózer István és társa, Páli Ferenc az egyik barlangi merülés közben a megbeszélt időpontra nem tértek vissza és az értük induló mentőbúvárok már csak a holttestüket tudták a felszínre szállítani. A baleset körülményeinek vizsgálatával külön cikk foglalkozik az 1978. évi Karszt és Barlang 2. félévi számában.[4] Plózer István emlékére a barlangnál emléktáblát helyeztek el 1978-ban.

- Az 1980. évi Karszt és Barlang 1. félévi számában publikálták, hogy a kiemelt jelentőségű Hévízi-forrásbarlang a 4400-as barlangkataszteri területen (Bakony hegység és É-i előtere) helyezkedik el, kataszteri száma: 4440/1. Ebben arról a szándékról is írnak, hogy az MKBT Dokumentációs Bizottsága a helyszínen ugyanolyan fémlapot fog elhelyezni, mint amilyen a többi kiemelt jelentőségű barlangnál már látható, beleütve a kataszteri számmal.

- 1982. július 1-től az Országos Környezet- és Természetvédelmi Hivatal elnökének 1/1982. (III. 15.) OKTH számú rendelkezése (1. §. és 3. §., illetve 5. sz. melléklet) értelmében a Bakony hegységben lévő Hévízi-forrásbarlang fokozottan védett barlang.

- Az 1982. szeptember–októberi MKBT Műsorfüzetben megemlítik, hogy a Bakony hegységben található Hévizi-forrásbarlang fokozottan védett barlang. A felsorolásban a barlangneveket az MKBT által jóváhagyott és használt helyesírás szerint közlik. 1982-ben a budapesti II. kerületi MTS Amphora Könnyűbúvár Sport Club Vízalatti Barlangkutató Csoportjának volt kutatási engedélye a barlang kutatásához.

- Az 1984-ben megjelent, Magyarország barlangjai című könyv szerint az 1970-es években Magyarországon történt barlangi felfedezések között az egyik nagy felfedezés volt a forrásbarlang 1972. évi feltárása. A könyvben részletes leírás szerepel a barlangról két fényképpel. Az országos barlanglistában több névváltozattal szerepel a barlang: Hévízi-tói-barlang, Hévízi-tó forrása és Plózer István-barlang. A kiadványban szerepel egy 1:500 000-es méretarányú térkép, amely a Déli-Bakony, a Balaton-felvidék és a Keszthelyi-hegység barlangjainak földrajzi elhelyezkedését mutatja be, rajta ennek a barlangnak a földrajzi elhelyezkedését is.

- Az 1984-ben napvilágot látott, Lista a Bakony barlangjairól című összeállításban Hévizi-forrásbarlang néven szerepel és mint a Keszthelyi-hegységben, a 4440-es barlangkataszteri tájegységben, Hévízen elhelyezkedőként írja le, 4440/1 barlangkataszteri számmal. További neveként a Hévizi tó forráskrátere, Amphora-forrásbarlang és Anphora-forrásterem megnevezést sorolja fel. Kiemeli, hogy a karsztos barlang 27 m hosszú és 46 m mély. A Bakonyban található 9 kiemelt jelentőségű, fokozottan védett barlang egyike a Hévízi-forrásbarlang.

- Az 1986. évi Karszt és Barlangban megjelent bibliográfia „regionális bibliográfia” részében szerepel a barlang Hévízi-tó-forrásbarlangja néven. Az összeállítás szerint a Karszt és Barlangban publikált írások közül 3 foglalkozik a barlanggal.

- Az 1989. évi Karszt és Barlangban lévő, Magyarország barlangjai című összeállításban szó van arról, hogy a melegforrások jelenlegi feltörési pontja a Keszthelyi-hegység lábánál fekvő, gyógyhatása miatt nemzetközi hírű Hévízi-tó 38 m mélységben nyíló forrásbarlangja. A Hévízi-forrásbarlangot 1975-ben, könnyűbúvárok tárták fel a forráskráter alján felhalmozódott törmelék fokozatos eltávolításával és a szűk forrásszáj erős sodrásának leküzdésével. A homokkőben keletkezett, 17 m átmérőjű, majdnem szabályos gömb alakú forrásterem iszapos aljzatán törnek fel a dolomitból érkező termális és hideg karsztforrások. A forrásterem Ny-i oldalán 40 °C, K-i oldalán pedig 17 °C az előbukkanó víz hőmérséklete. Ismerteti, hogy a kb. 25 km-re végzett bauxitbányászat preventív védelmét szolgáló karsztvízszint-süllyesztés az utóbbi években már a térség vizes barlangjaiban is nagyon érződik. Tapolcán 2 m-es vízszintsüllyedés, Hévízen pedig határozott hőmérséklet-süllyedés és vízhozamcsökkenés érzékelhető. A publikációban lévő 1. ábrán (Magyarország térkép) a Hévízi-forrásbarlang földrajzi elhelyezkedését is bemutatja. A folyóirat 1989. évi különszámában napvilágot látott ennek az utóbbi tanulmánynak az angol nyelvű változata (The caves of Hungary), amelyben a barlang angol neve: Héviz Spring Cave.

- 2001. május 17-től a környezetvédelmi miniszter 13/2001. (V. 9.) KöM rendeletének értelmében a Bakony hegység területén lévő Hévízi-forrásbarlang fokozottan védett barlang. Egyidejűleg a fokozottan védett barlangok körének megállapításáról szóló 1/1982. (III. 15.) OKTH rendelkezés hatályát veszti.

- A 2003-ban kiadott, Magyarország fokozottan védett barlangjai című könyvben az olvasható, hogy 27 m hosszú, 12 m függőleges kiterjedésű és a barlangból kilépő forrásnak 410 liter a vízhozama másodpercenként.

- 2005. szeptember 1-től a környezetvédelmi és vízügyi miniszter 23/2005. (VIII. 31.) KvVM rendelete szerint a Bakony hegységben lévő Hévízi-forrásbarlang fokozottan védett barlang.

- A 2005-ben megjelent, Magyar hegyisport és turista enciklopédia című kiadványban önálló szócikke van a barlangnak. A szócikk szerint a Hévízi-forrásbarlang 1982-ben fokozott védelem alá helyezett természeti érték. A Zalai-dombság és a Keszthelyi-fennsík határán, a Zalavári-háton elhelyezkedő Hévízi-tó fenekén, a vízfelszín alatt 38 méterre nyílik a barlang bejárata. A 27 m hosszú barlangot 1975-ben tárták fel. A forrás kráterében, a triász dolomit és pannon homokkő határán keletkezett üregben 5–6 kg-os markazittömbök vannak. Baktériumok és moszatok élnek a legerősebb vízáramlásnál lévő falakon.

Az enciklopédia más szócikkei is foglalkoznak a barlanggal. Ember Sándor szócikkében szerepel, hogy 1975 és 1981 között vett részt a feltárásban és irányította a munkákat. Kovács György szócikkében említésre kerül, hogy ő 1972. március 16-án részt vett Plózer Istvánnal a Hévízi-tóból nyíló forrásbarlang feltárásában. Plózer István szócikke kiemeli, hogy neki a forrásbarlang az egyik legjelentősebb kutatási területe volt, ahol életét vesztette. Surányi Csaba szócikkében pedig említésre kerül, hogy részt vett a Hévízi-forrásbarlang szifonjának átúszásában.
- Katona József barlangi búvár és búvároktató 2023 tavaszán tartott előadásában ismertette a bejárásról készült videó felvételeket: A felszín alatti legmélyebb hasadékban (46 méterre) elhelyezkedő 10-es számú forrásól 39 °C-os termálvíz és a 17 °C hőmérsékletű karsztvíz fakad, amely a 14 m magas, 17 m átmérőjű, szabályos gömb alakú üregben (Amphora-terem) keveredik. A forrástorokból kilépő és egészségügy által hasznosított víz 38,8 °C hőmérsékletű. A bauxitbányászat befejezése óta (1991) a források vízhozama emelkedik, 2022-ben másodpercenként 400 liter volt.[5]

- 2007. március 8-tól a környezetvédelmi és vízügyi miniszter 3/2007. (I. 22.) KvVM rendelete szerint a Balatoni Nemzeti Park Igazgatóság működési területén lévő Hévízi-forrásbarlang a búvároktatásra és a látogatási célú barlangi búvármerülésre igénybe vehető barlangok körébe tartozik. Naponta legfeljebb 10 fő használhatja búvároktatásra és látogatási célú barlangi búvármerülésre. A 2013-ban publikált és Varga Gábor által írt tanulmányban a Zala megyében lévő Hévízen elhelyezkedő, 10401 lelőhely-azonosítójú és 4440-1 barlangkataszteri számú Hévízi-forrásbarlang a másodlagos régészeti lelőhelyek közé van sorolva. 2015. november 3-tól a földművelésügyi miniszter 66/2015. (X. 26.) FM rendelete szerint a Hévízi-forrásbarlang (Bakony hegység) fokozottan védett barlang. 2021. május 10-től az agrárminiszter 17/2021. (IV. 9.) AM rendelete szerint a Hévízi-forrásbarlang (Balaton-felvidéki Nemzeti Park Igazgatóság működési területe) nem kutatási célú barlangi búvármerülésre igénybe vehető (legfeljebb 20 fő/nap).